# 韩秋香
韩秋香（1974年5月—），辽宁凌海人，满族，九三学社社员。中华人民共和国政治人物、第十三届全国人民代表大会辽宁地区代表。

## 生平
2018年2月24日，当选为第十三届全国人大代表。